# Boris Souchkevitch
Boris Mikhaïlovitch Souchkevitch (en russe : Бори́с Миха́йлович Сушке́вич), né à Saint-Pétersbourg le 7 février 1887 et mort à Leningrad le 10 juillet 1946, est un metteur en scène réalisateur et professeur d'art dramatique russe et soviétique.

## Biographie
Boris Souchkevitch fait ses études à la faculté d'histoire de l'Université d'État de Moscou. Depuis 1908, il fait de la figuration au Théâtre d'art de Moscou, puis, sera pris dans la troupe en 1912.
Cofondateur du Premier Studio du théâtre d'Art et l'un de ses metteurs en scène, sous la direction de Leopold Sulerzhitsky. Après la mort de Sulerzhitsky en 1916, il en devint le directeur artistique et occupera ce poste jusqu'en 1924, quand le théâtre sera réorganisé en Deuxième Théâtre d'Art de Moscou, dirigé par Mikhaïl Tchekhov. En 1919, il adapte Les Brigands de Schiller au tout nouveau grand théâtre dramatique de Pétrograd.
En 1914-1927, Boris Souchkevitch apparait dans cinq films, dont en 1915 Tsar Ivan Vassilievich Grozny avec Fiodor Chaliapine, où il joue le rôle de Maliouta Skouratov.
En 1933, il s'installe à Leningrad et devient directeur du théâtre Alexandra, mais sera remplacé par Sergueï Radlov en 1936,. En 1933, il devient professeur et, à partir de 1936, directeur de l'Institut de théâtre de Léningrad. En 1937, il prend la direction du Nouveau Théâtre, le poste qu'il occupera jusqu'à sa mort. On y considère comme son plus grand succès l'adaptation de Avant le lever du soleil (Vor Sonnenaufgang) de Gerhart Hauptmann en 1940, dans lequel il joue lui-même le rôle principal.
Artiste du peuple de la RSFSR en 1944.
Mort à Leningrad, Boris Souchkevitch est enterré à la passerelle des Écrivains du cimetière Volkovo de Léningrad.

## Filmographie
acteur
- 1914 : Quand sonnent les cordes du cœur (Когда звучат струны сердца) de lui même
- 1915 : Le Tsar Ivan le Terrible' (Царь Иван Васильевич Грозный) de Alexandre Ivanov-Gaï : Maliouta Skouratov
- 1916 : Fleurs tardives (Цветы запоздалые ) de lui même : Dr Toporkoff
- 1919 : Prolétaires de tous les pays, unissez-vous ! (Пролетарии всех стран, соединяйтесь!) de lui même : Karl Marx
- 1927 : Homme de restaurant (Человек из ресторана) de Yakov Protazanov